# Mešita Mihrimah Sultan (Üsküdar)
Mešita Mihrimah Sultan (turecky Mihrimah Sultan Camii, İskele Camii) pochází z 16. století a nachází se v historickém centru Üsküdaru v Istanbulu. Jedná se o jedno z nejznámějších míst v této městské čtvrti a podle ní se jmenuje celá ulice.

## Historie
Mešita Mihrimah Sultan v Üsküdaru se skládá z menšího dómu a jedna z nejstarších pátečních modliteben. Byla vystavěna na přání princezny Mihrimah Sultan, jediné dcery sultána Sulejmana I. a jeho manželky Hürrem Sultan. Mimo jiné byla manželkou velkovezíra Rüstema Paši. Byla navrhnuta hlavní architektem Mimarem Sinanem a stavba probíhala v letech 1543–48.